# 三田五丁目西地区市街地再開発事業
三田五丁目西地区市街地再開発事業（みたごちょうめにしちくしがいちさいかいはつじぎょう）は、東京都港区三田五丁目にある再開発計画。デベロッパーは住友不動産。

## 概要
この再開発地区は、白金高輪駅の北東に位置しているが、この地区は、細い街路に面しているうえに、密集した木造建物があるため、防災上の向上が最大の課題となっていた。そうした中で、この地区の住民が主体となって、2016年にこの地区の再開発協議会を発足し、およそ9年間にわたって、検討を重ねた。そして、2025年7月11日に、東京都から市街地再開発組合の設立が認可されることが、2025年7月10日に発表された。そして、7月26日に三田五丁目西地区市街地再開発組合が設立された。
この再開発地区には、地上45階、地下2階、マンションとオフィスなどが入居する、高さおよそ160mの超高層ビルを建設する予定。また、元々あった児童遊園の移設・拡張に合わせて、広場や屋上庭園を一体的に整備して、街区公園並みの広場空間が作り出され、それに、商店街の再整備に伴う賑わいを作り出すほか、隣接している都道の横断距離を短くして、安全な歩行空間を作り出す交差点を改良する。そして、シェアサイクルとバスベイの整備に加え、再開発地区を囲む道路の拡幅と同時に電線の地中化をこの再開発に合わせて行う。